# زهرة الدم القزمية
زهرة الدم القزمية (الاسم العلمي: Haemanthus pumilio) هي نوع من النباتات تتبع جنس زهرة الدم من فصيلة النرجسية. تم وصف هذا النوع من النبات علمياً لأول مرة من قبل نيكولاس جوزيف فون جاكوين سنة 1797.